# Bogen (Adelsgeschlecht)

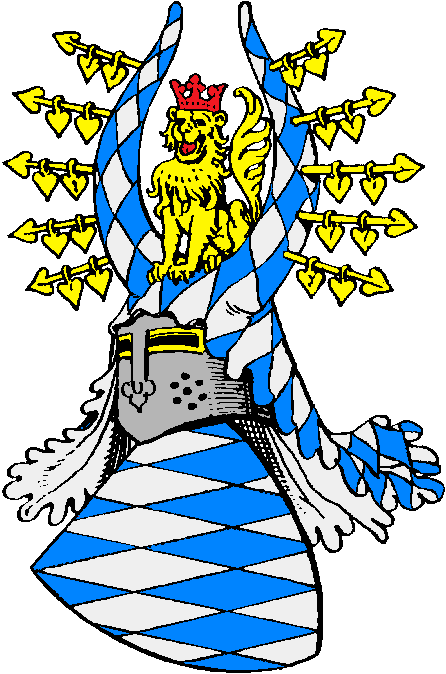
Wappen der Grafen von Bogen, ab 1242 der bayerischen Herzöge aus dem Hause Wittelsbach (Darstellung im Stil von um 1300)

Die Grafen von Bogen waren ein ostbayerisches Adelsgeschlecht. Sie waren im 12. und bis Mitte des 13. Jahrhunderts eines der mächtigsten Adelsgeschlechter Bayerns. Sitz derer von Bogen war der Bogenberg (Burg Bogen) bei Straubing. Mit den Passauer Bischöfen und den Grafen von Ortenburg eiferten sie zu jener Zeit um die Macht im bayerischen Donauraum. Das Geschlecht erlosch im Jahr 1242 und die Besitzungen fielen an die Herzöge von Bayern. Ebenso fiel ihr Wappen mit den weiß-blauen Wecken an die Herzöge. Noch heute sind diese Wecken im Bayerischen Staatswappen enthalten.

## Geschichte

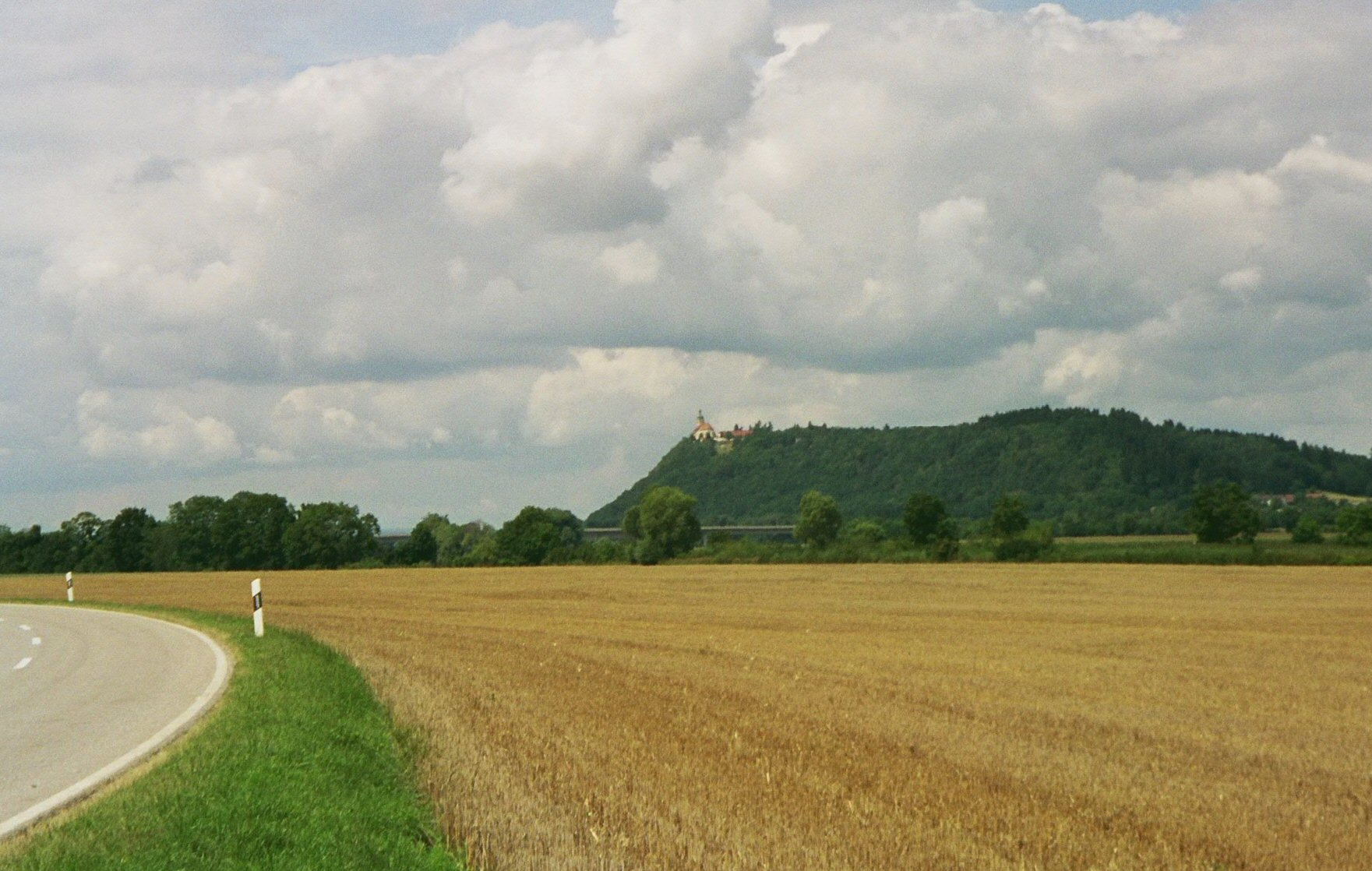
Der Bogenberg bei Straubing

Die Grafen von Bogen waren ein jüngerer Zweig der Babenberger mit dem Ahnherren Adalbert I., der Charakterlose, von Windberg, einem jüngeren Sohn des Markgrafen Ernst von Österreich und der Adelheid von Wettin. Durch Adalberts I. Ehe mit Liutgard von Dießen, Tochter des Grafen Friedrich II. von Dießen, erlangte er das Gebiet um Windberg als Erbe. Nach dieser Ehe teilte sich das Geschlecht in zwei Linien. Die ältere, welche um das Jahr 1100 als Grafen von Windberg nachweisbar ist und die jüngere Linie, welche die Domvogtei zu Regensburg innehatte und sich als „Vögte von Regensburg“ bezeichnete.

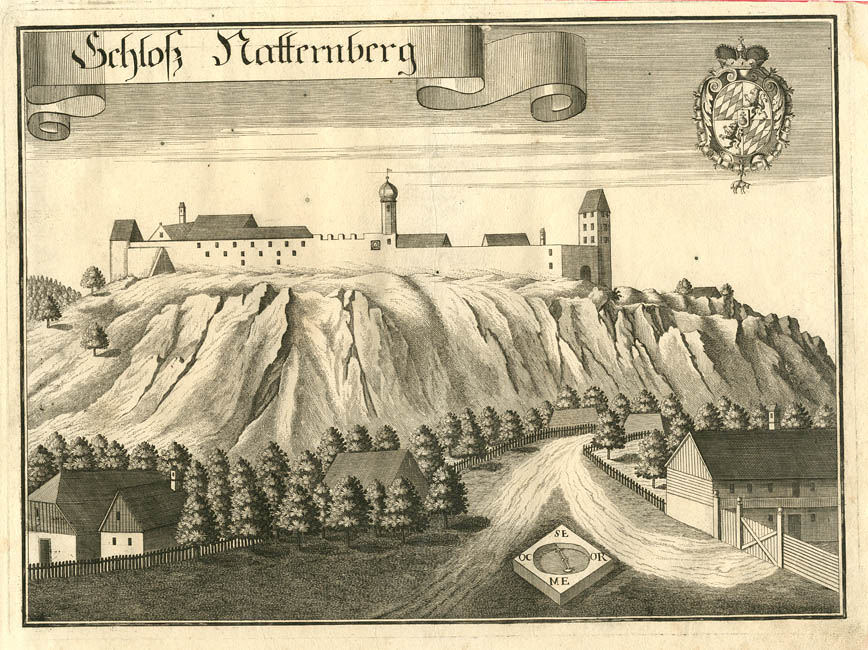
Schloß Natternberg (Natternberg, Deggendorf) ehem. Burg der Grafen von Bogen, 1723

Die Herren von Bogen waren eng mit der römisch-katholischen Kirche verbunden. Um das Jahr 1100 gründete Graf Friedrich das Benediktinerkloster Oberaltaich und nach 1125 wandelte Graf Albert I. die Burg Windberg in ein Prämonstratenserkloster um und bezeichnete sich fortan als Graf von Bogen. Sie waren Vögte von Kirchengut des Bistums Bamberg und des Bistums Passau, Vögte der Alten Kapelle zu Regensburg, Mallersdorf, Niederaltaich und Prüfening in Ostbayern.
Der Kern der späteren Grafschaft Bogen lag im südöstlichen Nordgau. Durch das Aussterben der Grafen von Formbach mit dem Tod Ekberts III. von Neuburg im Jahre 1158 fielen den Bogenern die Grafenrechte im Künziggau zu. In dieser Zeit wurde unter den Grafen von Bogen und anderen Adelsgeschlechtern der Bayerische Wald (Künisches Gebirge) mit Neusiedlern kolonisiert und christianisiert.
Standesrechtlich unterhielten die Grafen von Bogen enge Beziehungen zu Adelsgeschlechtern in Böhmen, die bedeutendste war die Familienbindung zu den Přemysliden. 1094 hatte Herzog Břetislav II. Luitgard, die Tochter Ascuins II., geehelicht. Durch die Ehe Alberts III. von Bogen mit der etwa vierzehnjährigen Ludmilla, Tochter des böhmischen Herzogs Friedrich, kam 1184 als ihr Heiratsgut das Künische Gebirge (der „Wald Hwozd“ im mittleren Böhmerwald) mit der Stadt Schüttenhofen an die Grafen von Bogen. Später fiel dieser Besitz wieder an Böhmen zurück.
Das Machtbestreben der Bogener Grafen wird durch den 1190 begonnenen und nie vollendeten Burgenbau Hohenbogen an der böhmischen Grenze deutlich.
1192 entfesselte Graf Albert III. von Bogen wegen Besitzansprüchen in Ostbayern eine Fehde. Er stritt mit dem bayerischen Herzog Ludwig I. und den Grafen Rapoto II. von Kraiburg und Heinrich I. von Ortenburg um Lehen des Bistums Bamberg an der Donau und die Burggrafschaft Regensburg, welche er sich zu Unrecht angeeignet haben soll. Die ehemals sulzbachischen Lehen an der Donau beanspruchten zum Teil die beiden Ortenburger Grafen, welche diese als Erbe ihrer Mutter ansahen. Albert III. von Bogen rief daraufhin den böhmischen König, seinen Schwiegervater, und die Grafen von Andechs-Meranien um Hilfe. Gemeinsam bezwangen sie den bayerischen Herzog und drängten ihn bis Mühlheim zurück. Erst ein Machtwort des Kaisers Heinrich VI. beendete den Konflikt zu Ungunsten der Bogener. Albert III. kam vorübergehend unter den Reichsbann. Nach dem Tode Alberts III. heiratete seine Witwe Ludmilla Gräfin von Bogen den Herzog Ludwig I. von Bayern.
Im Jahr 1230 versuchten die Grafen von Bogen erneut ihren Besitz auszuweiten. Sie besetzten den westlichen Teil der Grafschaft Windberg, der inzwischen an das Bistum Passau gefallen war und beanspruchten das Gebiet erfolgreich für sich. Im selben Jahr wurden sie von Bischof Gebhard I. von Plain mit den Besitzungen belehnt. Außerdem fiel ihnen die Grafschaft Deggendorf zu. Durch ihre zahlreichen Vogteien konnten sie ihre Bedeutung weiter ausbauen, mussten diese aber in den Jahren 1198, 1212 und 1226 gegen die Grafen von Ortenburg verteidigen.
Durch den Tod Adalbert (Albert) IV. von Bogen 1242 fielen seine Besitzungen laut Erbvertrag an seinen Halbbruder, den Wittelsbacher Otto II. von Bayern, Sohn Ludmillas und Ludwigs I.

## Stammliste der Grafen von Bogen
NN

Luitpold, Herzog in Bayern

Arnulph I., Herzog in Bayern

Arnulph II., Herzog in Bayern

Berthold, Graf zu Scheyern

Babo von Abensberg, Vater von 30. Söhnen

Hartwig I. Stammvater der Grafen von Bogen

1. Friedrich I. († 1102), Domvogt von Regensburg ⚭ Luitgarda, Tochter des Markgrafen von Vohburg
2. Ascuin I. († 1098), de Zidlarin aus dem Hause Bogen
  1. Ascuin II. (Aschwin) ⚭ Luitgarda von Windberg
    1. Bertold I., Graf 1086–1090, † um 1094;
⚭ Richgard um 1100/1104–1110, † 8. Oktober oder 11. April ???
    2. Luitgard um 1105/1106–1112;
⚭ 1094 Břetislav II. aus dem Geschlecht der Přemysliden,  Herzog von Böhmen, † 1100
      1. Břetislav

    3. Adalbert I., Graf von Bogen, mit seiner Frau Gründer des Klosters Windberg, † 13. Januar 1146;
⚭ 1. N.N.,
⚭ 2. um 1123, Hedwig von Windberg, Witwe von Hermann Graf von Windberg-Ratelberg-Winzenburg (Formbach), Tochter von Poppo II. von Weimar-Orlamünde, Markgraf von Krain und Istrien, † 11. Dezember 1162
      1. Engelbert um 1100–1104/1110
      2. Adalbert II., 1140 Mönch zu St. Blasien, † 21. Juni 1141
      3. Hartwig, 1146 Graf von Bogen, † 6. April 1155/56;
⚭ Hedwig, † 23. August ???
      4. Heilwig, Nonne im Kloster Obermünster, † 14. April ???
      5. Rudolfus den Menna, 1147 um 1167/68, aus einer Verbindung mit N.N.
      6. Bertold II., Graf von Bogen 1134/35, † 21. März 1167;
⚭ 1. Mathilde von Formbach, Tochter Ekbert II.  Graf von Pitten, † 7. November 1160;
⚭ 2. Liutgart um 1164, † 24. März 1195, Tochter von Gebhard von Burghausen
        1. Hedwig, 1188, † 13. Juni ???,
⚭ Ekbert, 1180, Graf von Deggendorf und Pernegg, † 19. Januar 1200
        2. Adalbert III., Graf von Bogen, um 1180 Vogt von Kloster Prüfening, um 1190 Vogt von Kloster Oberalteich, 1186 auf Kreuzzug, * 11. Juli 1165, † 20. Dezember 1197;
⚭ um 1184 Ludmilla von Böhmen, Stifterin von Kloster Seligenthal (Landshut), Tochter von Herzog Friedrich von Böhmen,
⚭ 2. Ehe Ende Oktober 1204 mit Ludwig der Kelheimer
          1. Berthold IV., 1201 Graf von Bogen und Vogt von Kloster Oberaltaich, † 1218, verunglückt vor Damiette;
⚭ Kunigunde von Hirschberg, Tochter von Gebhard II. Graf von Dollenstein,
⚭ 2. Ehe mit Konrad Graf von Wasserburg, † verbrannt als Insasse des Leprosenhauses Offenberg (Steiermark) 28. Januar 1259
          2. Adalbert IV., 1202 Graf von Bogen, 1217 auf Kreuzzug, Vogt von Kloster Oberaltaich, 1233 Vogt von Kloster Windberg, † 15. Januar 1242;
⚭ Richiza von Dillingen,† 20. Juni ???, Tochter von Graf Adalbert III. von Dillingen
          3. Luitpold, 1209 Graf von Bogen, Geistlicher und Propst der Alten Kapelle, † 10. Mai 1221

Mit dem Aussterben der Grafen von Bogen fallen deren Besitzungen 1242 an die Wittelsbacher.